# اوک سیتی (یوتا)
اوک سیتی (به انگلیسی: Oak City) شهری در ایالت یوتا کشور ایالات متحده آمریکا است که جمعیت آن در سرشماری سال ۲۰۱۰ میلادی، ۵۷۸ نفر بوده‌است.